# The American Journal of Surgical Pathology
American Journal of Surgical Pathology è una rivista medica sottoposta a revisione paritaria, che si occupa di patologia chirurgica. Fondata nel 1977, è pubblicata mensilmente dalla casa editrice Lippincott Williams & Wilkins.
Il suo primo caporedattore è stato Stephen Sternberg (Memorial Sloan-Kettering Cancer Center); l'attuale caporedattore è Stacey Mills (Università della Virginia). Secondo il Journal Citation Reports, nel 2022 la rivista ha ricevuto un fattore di impatto pari a 5,6.

## Articoli notevoli
Esempi derivati da Wikipedia
- Leticia Quintanilla-Martinez, Falko Fend e Leticia Rodriguez Moguel, Peripheral T-Cell Lymphoma With Reed-Sternberg-like Cells of B-Cell Phenotype and Genotype Associated With Epstein-Barr Virus Infection, in The American Journal of Surgical Pathology, vol. 23, n. 10, 1999-10,  p. 1233, DOI:10.1097/00000478-199910000-00008. URL consultato il 23 agosto 2020. (cellula di Reed-Sternberg)
- Klaus J. Busam, Heinz Kutzner e Lorenzo Cerroni, Clinical and pathologic findings of Spitz nevi and atypical Spitz tumors with ALK fusions, in The American Journal of Surgical Pathology, vol. 38, n. 7, 2014-7,  pp. 925–933, DOI:10.1097/PAS.0000000000000187. URL consultato il 7 novembre 2018. (lesione spitzoide)
- J. Kelly, A. Oryshak e M. Wenetsek, The Colonic Pathology of Escherichia coli 0157, in The American Journal of Surgical Pathology, vol. 14, n. 1, 1990-01,  pp. 87-92, DOI:10.1097/00000478-199001000-00010. URL consultato il 1º novembre 2020. (colite pseudomembranosa)
- (EN) Xin He, Zongguo Pang e Xianliang Zhang, Consistent Amplification of FRS2 and MDM2 in Low-grade Osteosarcoma: A Genetic Study of 22 Cases With Clinicopathologic Analysis, in The American Journal of Surgical Pathology, vol. 42, n. 9, 2018-09,  pp. 1143, DOI:10.1097/PAS.0000000000001125. URL consultato il 2 marzo 2024. (osteosarcoma)
- Stephen S. Sternberg, Bottoms up to a Nobel-worthy chicken's bottom, in The American Journal of Surgical Pathology, vol. 27, n. 11, 2003-11,  pp. 1471–1472. URL consultato il 1º agosto 2018. (borsa di Fabrizio)
- Armita Bahrami e Andrew L. Folpe, Adult-type fibrosarcoma: A reevaluation of 163 putative cases diagnosed at a single institution over a 48-year period, in The American Journal of Surgical Pathology, vol. 34, n. 10, 2010-10,  pp. 1504–1513, DOI:10.1097/PAS.0b013e3181ef70b6. URL consultato il 6 settembre 2023. (fibrosarcoma)
- D. Guinee, E. Jaffe e D. Kingma, Pulmonary lymphomatoid granulomatosis. Evidence for a proliferation of Epstein-Barr virus infected B-lymphocytes with a prominent T-cell component and vasculitis, in The American Journal of Surgical Pathology, vol. 18, n. 8, agosto 1994,  pp. 753–764. URL consultato il 9 novembre 2017. (vasculite)
- Robert H. Young e Robert E. Scully, Nephrogenic Adenoma, in The American Journal of Surgical Pathology, vol. 10, n. 4, 1986-04,  pp. 268–275, DOI:10.1097/00000478-198604000-00005. URL consultato il 9 marzo 2025. (adenoma nefrogenico)
- LM Sholl, JL Hornick, JL Pinkus, GS Pinkus e RF Padera, Immunohistochemical analysis of langerin in langerhans cell histiocytosis and pulmonary inflammatory and infectious diseases., in The American journal of surgical pathology, vol. 31, n. 6, giugno 2007,  pp. 947–52, DOI:10.1097/01.pas.0000249443.82971.bb, PMID 17527085. (istiocitosi a cellule di Langerhans)
- Y. Shimosato, T. Kameya e K. Nagai, Squamous cell carcinoma of the thymus. An analysis of eight cases, in The American Journal of Surgical Pathology, vol. 1, n. 2, 1977-6,  pp. 109–121. URL consultato il 28 maggio 2018. (carcinoma linfoepiteliale timico)
- Mukhopadhyay S, Katzenstein AL, Pulmonary disease due to aspiration of food and other particulate matter: a clinicopathologic study of 59 cases diagnosed on biopsy or resection specimens., in American Journal of Surgical Pathology, vol. 31, 2007,  pp. 752–759, DOI:10.1097/01.pas.0000213418.08009.f9, PMID 17460460. (polmonite ab ingestis)